# Heimatrecht

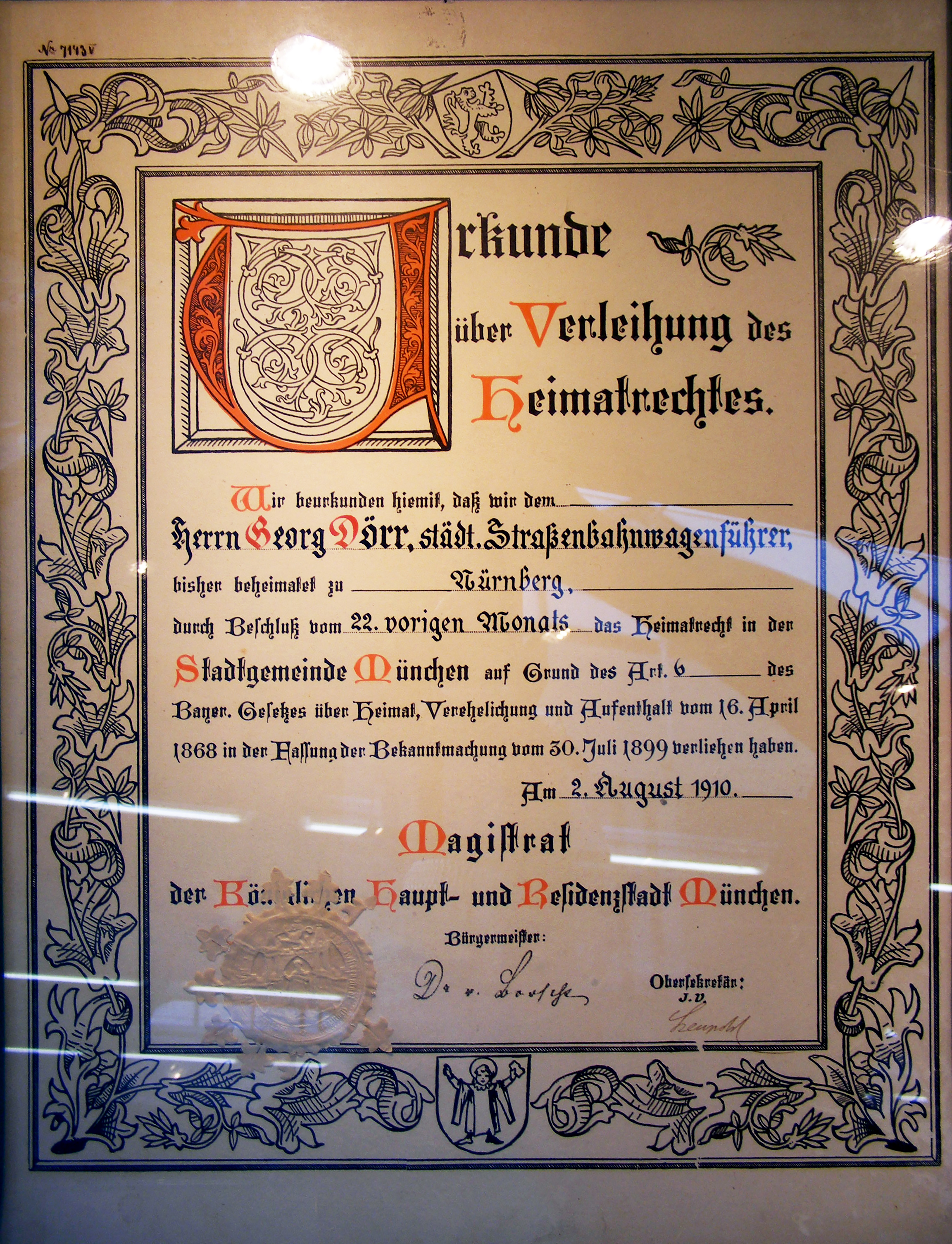
Urkunde über Verleihung des Heimatrechtes in der Stadtgemeinde München (1910)

Der Begriff Heimatrecht hat drei verschiedene Bedeutungen:
- Traditionelle Bedeutung: Historisch auf Personen bezogene Rechte in, je nach Wohnort Bürgerrecht, Stadtrecht, Landrecht
- Privatrechtlich
- Völkerrechtlich

## Traditionelle Bedeutung
Die traditionelle Bedeutung besteht in der Gewährung der Garantie des Aufenthaltsrechts in Verbindung mit sozialstaatlichen Zusagen der öffentlichen Hand. In vielen Regionen bzw. Staaten war dafür zeitgenössisch auch der heute anders besetzte Begriff „Bürgerrecht“ üblich. Amtliche Bescheinigungen dieses Rechtsstatus wurden dementsprechend als „Heimatschein“ oder „Bürgerschein“ bezeichnet. In modernen Staaten wurden diese Garantien durch das Recht auf Freizügigkeit und das Sozialstaatsprinzip abgelöst.

### Österreich

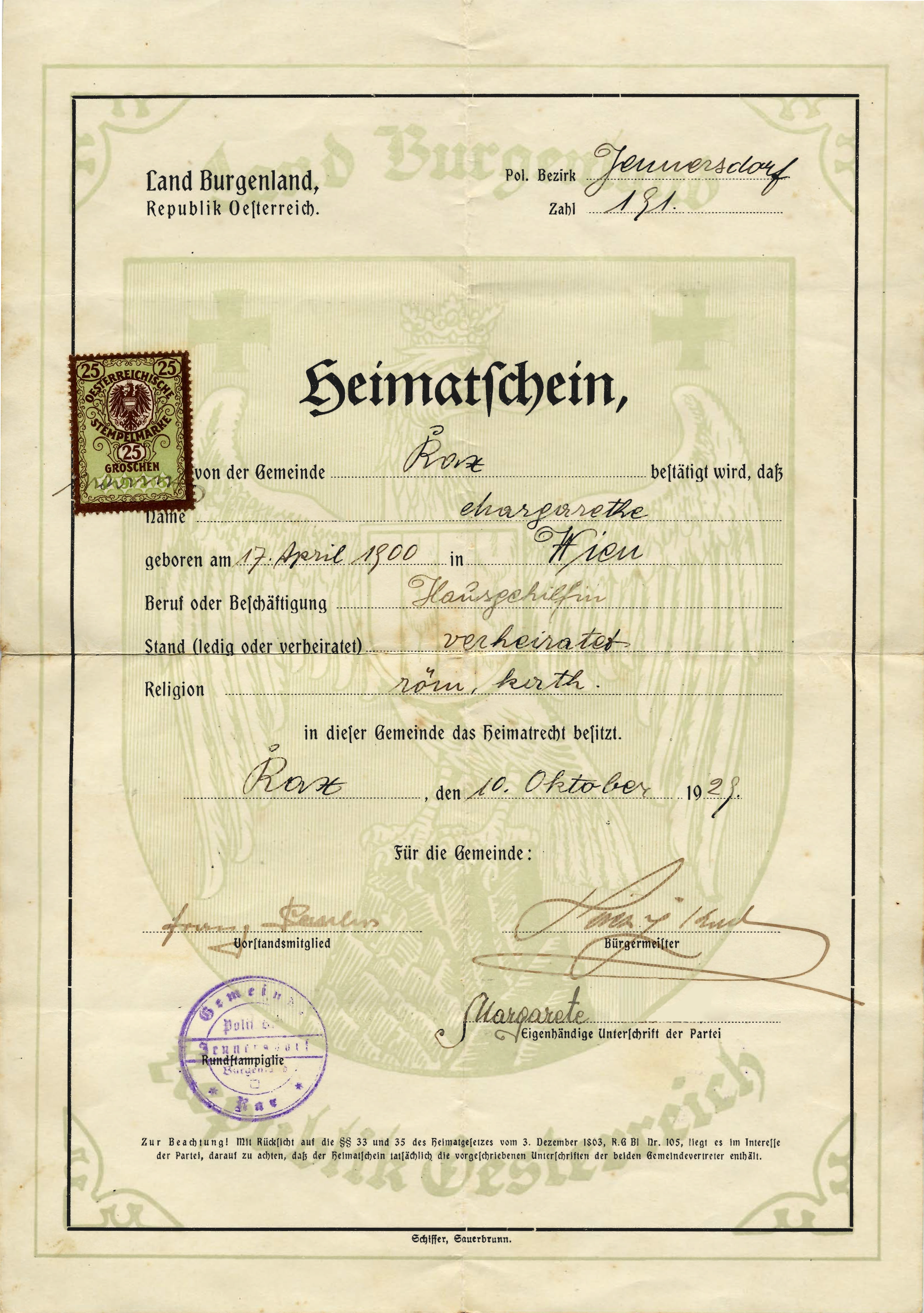
Heimatschein als Bestätigung des lokalen Heimatrechts, Österreich, 1929

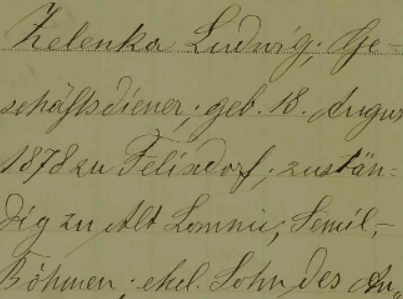
Eintrag der Heimatzuständigkeit eines böhmischen Arbeitsmigranten im kirchlichen Hochzeitsbuch von Theresienfeld, Österreich, 1909

Das Heimatrecht hat seinen Ursprung aus der Konskription und der Armenfürsorge. Bereits im 16. Jahrhundert wurde durch Ferdinand II. das Heimatprinzip oder Gemeindeprinzip eingeführt. Danach war jede Gemeinde für die einheimischen Armen zuständig, so dass durch das Schubwesen Arme und Bedürftige zur Armenfürsorge in ihre Heimatgemeinde abgeschoben wurden und eine Unterscheidung zwischen Einheimischen und Fremden stattfand. Die Konskription anfänglich nur für militärische Zwecke, die Erfassung der wehrfähigen Bevölkerung, eingeführt, wurde 1804 zur Erfassung der gesamten Bevölkerung ausgeweitet.
Das Heimatrecht beschreibt eine Zugehörigkeit einer bestimmten Person zu einer bestimmten Gemeinde, mit dem Wohnsitz als einem gebührend zu würdigenden Grund. Diese konnte auch an bereits am neuen Ort Geborene "vererbt" werden. In kirchlichen Matriken (Kirchenbüchern) findet sich bei Zugewanderten daher oftmals beim Wohnort der Zusatz "zuständig zu XY" oder "zuständig in XY", um die Heimatgemeinde zu vermerken. Das Heimatrecht wurde in Österreich 1849 eingeführt und gab den Anspruch auf ungestörten Aufenthalt und auf Armenpflege im Falle der Not. 1939 wurde es aufgehoben und nach 1945 durch den Nachweis der Staatsbürgerschaft ersetzt.

### Erwerb und Verlust des Heimatrechts in den Staaten des Deutschen Bundes (1814–1866)
Das Heimatrecht wurde regelmäßig erworben durch:
- Geburt,
- Aufnahme,
- Verheiratung,
- Anstellung in einem öffentlichen Amt.

Der Verlust trat nur infolge des Erwerbs einer andern Staatsangehörigkeit oder eines andern Heimatrechts ein. So hatte der Wegzug (damals auch: Überzug für Umzug) aus einer Gemeinde in eine andere nicht den Verlust des Heimatrechts zur Folge, vielmehr musste die Heimatgemeinde den verarmten Heimatberechtigten notfalls wieder an- und aufnehmen. Die Befugnis zur Eheschließung war von dem Besitz des Heimatrechts und von der Zustimmung der Heimatbehörde abhängig. Das Recht, Grundbesitz zu erwerben und ein Gewerbe zu treiben, hing vom Heimatrecht ab.
Der Erwerb des Gemeindebürgerrechts war den Heimatberechtigten vielfach gegen ein geringeres Bürgergeld (in den Städten) oder Einzugsgeld (in den Gemeinden) gestattet. Personen, die in einer Gemeinde nicht heimatberechtigt waren, hatten kein Recht auf den Aufenthalt in der Gemeinde. Schon die bloße Befürchtung künftiger Verarmung berechtigte zu ihrer Ausweisung. Dagegen hat z. B. das preußische Recht den Begriff des Heimatrechts nicht weiter entwickelt. Jeder preußische Staatsangehörige hatte das Recht, sich an dem Ort aufzuhalten, wo er eine eigene Wohnung oder ein Unterkommen hatte. Wer nach erlangter Volljährigkeit drei Jahre lang an einem Ort seinen Aufenthalt gehabt hatte, musste im Falle der Verarmung dort unterstützt werden.

### Erwerb und Verlust des Heimatrechts im Norddeutschen Bund und Gesetzgebung ab 1867
Durch die Gründung des Norddeutschen Bundes und später des Deutschen Reiches entstand eine nahezu einheitliche Regelung durch die Ausdehnung des preußischen Systems auf das Bundesgebiet. Artikel 3 der Verfassung des Deutschen Reichs vom 16. April 1871 bestimmte, dass für ganz Deutschland ein gemeinsames Indigenat (Staatsangehörigkeit, Ortsangehörigkeit, Heimatrecht) bestehe mit der Wirkung, dass der Angehörige eines jeden Bundesstaats in jedem andern Bundesstaat als Inländer zu behandeln und demgemäß
- zum festen Wohnsitz,
- zum Gewerbebetrieb,
- zu öffentlichen Ämtern,
- zum Erwerb von Grundstücken,
- zur Erlangung des Staatsbürgerrechts und zum
- Genuss aller sonstigen bürgerlichen Rechte

unter denselben Voraussetzungen wie der Einheimische zuzulassen war, und auch hinsichtlich
- der Rechtsverfolgung und
- des Rechtsschutzes

gleich zu behandeln sei.
Vorausgegangen waren dieser umfassenden Vorschrift bereits zur Zeit des Norddeutschen Bundes die Einführung einer Reihe von Freiheiten, so der Freizügigkeit durch Gesetz vom 1. November 1867, der Eheschließungsfreiheit durch das Gesetz vom 4. Mai 1868, der Gewerbefreiheit durch die Gewerbeordnung vom 21. Juni 1869. Die Befugnis zum Gewerbebetrieb wurde durch die Gewerbeordnung von der Gemeindeangehörigkeit und von dem Gemeindebürgerrecht losgelöst. Der gemeinsame Rechtsschutz wurde durch das Gesetz vom 21. Juni 1869 eingeführt, während durch Gesetz vom 13. Mai 1870 die Doppelbesteuerung der Bundesangehörigen in verschiedenen Bundesstaaten beseitigt wurde. Hierzu kam das Gesetz vom 1. Juni 1870, das die Erwerbung und den Verlust der Bundes- und Staatsangehörigkeit für das ganze Bundesgebiet in einheitlicher Weise regelte.

### Erwerb und Verlust des Heimatrechts im Deutschen Reich (1894–1919)
Im Deutschen Kaiserreich wurde ab 1894 das Heimatrecht nach zweijährigem, ununterbrochenem Aufenthalt automatisch verliehen. Damit wurden ältere, noch aus preußischer Zeit stammende Regelungen entscheidend liberalisiert, auch vor dem Hintergrund der massiven Industrialisierung des Landes und der dadurch geforderten größeren Mobilität von Arbeitern.

### Sonderfall: Königreich Bayern bis 1915
Ein abweichendes Heimatrecht galt noch bis in die Zeit des Ersten Weltkriegs hinein in Bayern, auf das sich die Gesetzgebungszuständigkeit des Reiches in Bezug auf Heimat- und Niederlassungsverhältnisse nicht erstreckte (vgl. Nr. I. Schlußprotokoll des Vertrags vom 23. November 1870). Demgemäß galten das Gesetz über die Aufhebung der polizeilichen Beschränkungen der Eheschließung und bis 31. Dezember 1915 auch das Gesetz über den Unterstützungswohnsitz für Bayern nicht.
Das Heimatrecht wurde in Titel IV § 3 Verfassung des Königreichs Bayern von 1818 benannt und im Weiteren in dem Gesetz über Heimat, Verehelichung und Aufenthalt vom 16. April 1868 (Inkrafttreten 1. September 1868) und seinen Novellen vom 28. Februar 1872, 21. April 1884, 17. März 1892, 17. Juni 1896 und 9. Juni 1899 (Inkrafttreten letzterer gleichzeitig mit dem BGB am 1. Januar 1900) geregelt. Für den Erwerb des Heimatrechts konnten die Gemeinden Gebühren erheben, die abhängig von der Gemeindegröße maximal 12 bis 48 Gulden (ab 1871 ungefähr 20 bis 80 Mark) betragen durften. Diese Gebühr konnte bei Erwerb des Bürgerrechts (maximal 25 bis 100 Gulden, ungefähr 40 bis 170 Mark) angerechnet werden.
Für Bayern diesseits des Rheins (der heutige Freistaat Bayern ohne die damals bayerische Pfalz) war bestimmt, dass die Verehelichung eines dort Heimatberechtigten nur auf Grund eines Verehelichungszeugnisses erfolgen durfte, das die zuständige Distriktsverwaltungsbehörde ausgestellt hatte. Gegen die Ausstellung dieses Zeugnisses konnte die Heimatgemeinde des Mannes aus den im Artikel 36 (ab 1900 Artikel 32) genannten Gründen (Strafverfahren oder noch nicht verbüßte Strafe, Bezug von Armenunterstützung in den letzten drei Jahren, Leistungsrückstand gegenüber der Gemeinde- oder Armenkasse, Entmündigung) Einspruch erheben. Durch die Novelle vom 21. April 1884 wurden die Einspruchsgründe erweitert: Strafverfahren oder noch nicht verbüßte Strafe sowie Leistungsrückstand waren nun auch bei der Braut ein Einspruchsgrund, hinzu kamen bestimmte Vorstrafen (insbesondere Zuchthaus) deren Verbüßung noch nicht drei Jahre zurücklag, (auch erlaubte) Prostitution der Braut in den letzten drei Jahren sowie Konkursverfahren gegen den Mann.
Bis zum Gesetz vom 17. März 1892 war die ohne Verehelichungszeugnis geschlossene Ehe regelmäßig bürgerlich ungültig; danach hatte der Mangel des Verehelichungszeugnisses nur die Wirkung, dass die Ehe, solange das Zeugnis nicht beigebracht worden war, keinen Einfluss auf die Heimatverhältnisse der Frau und der Kinder hatte.
Durch die Novelle vom 17. Juni 1896 sollte das Auseinanderfallen von Wohn- und Heimatgemeinde dadurch verhindert werden, dass der Anspruch einer Person auf das Heimatrecht ihrer Aufenthaltsgemeinde nach vier bzw. sieben Jahre nicht nur von der Person selbst, sondern auch von der bisherigen Heimatgemeinde geltend gemacht werden konnte. Wer auf diese Weise zwangsweise sein bisheriges Heimatrecht verlieren sollte, konnte hiergegen Einspruch erheben, wenn der Heimatwechsel für ihn mit erheblichen Nachteilen verbunden wäre.
Am 1. Januar 1916 trat in Bayern das Unterstützungswohnsitzgesetz in Kraft und hob die meisten Bestimmungen des Heimatgesetzes auf. Ein Verehelichungszeugnis ist seitdem nicht mehr erforderlich.

### Schweiz
In der Schweiz besteht das Heimatrecht bis heute. Siehe hierzu Bürgerort, Bürgergemeinde und Heimatschein.

## Bedeutung im Privatrecht
Im deutschen internationalen Privatrecht wird als Heimatrecht die Gesamtheit der Rechtsordnung des Staates bezeichnet, dem der in Deutschland lebende Ausländer angehört. Dieser jeweilige Staat gilt als der Heimatstaat des Ausländers.

## Bedeutung im Völkerrecht
Im Völkerrecht steht der Begriff Heimatrecht für das umstrittene Recht auf Heimat. Demzufolge gilt jede Vertreibung von Menschen aus ihrer angestammten Heimat auf Grund ihrer Ethnie als Verstoß gegen ein Menschenrecht, siehe Heimatvertriebene.
Der Völkerrechtler Alfred de Zayas interpretiert dieses Recht folgendermaßen:
„Es gibt keinen Zwang, in der Heimat zu leben, jedoch gibt es ein Recht, in der Heimat zu verbleiben und nicht von dort vertrieben zu werden. Wenn man vertrieben wird, gibt es dann ein Rückkehrrecht.“